# Stolin
Stolin (biał. Сто́лін) – miasto na Polesiu na Białorusi, nad Horyniem, w obwodzie brzeskim, siedziba władz rejonu stolińskiego, około 15 km od granicy z Ukrainą; do 1945 siedziba powiatu stolińskiego w województwie poleskim, 12 400 mieszk. (2010).

## Historia

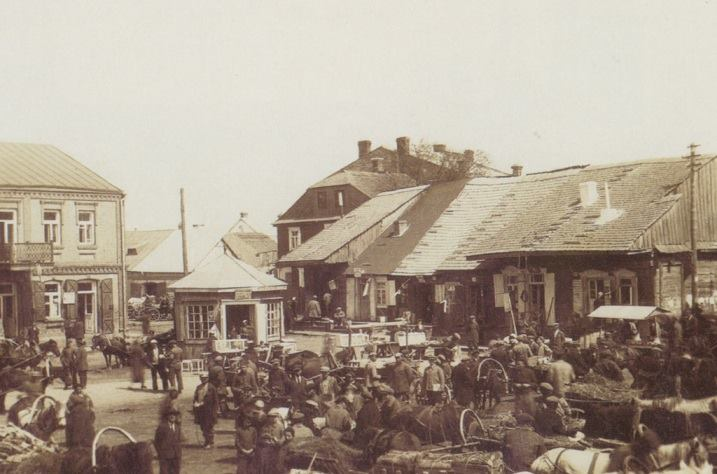
Rynek w Stolinie na początku XX wieku

Stolin powstał w sercu Polesia, nad Horyniem. Pierwsza wzmianka o mieście pochodzi z 1555. Stolin zapisał się w dziejach klęską wojsk litewskich w r. 1655 w potyczce z armią moskiewską pod wodzą kniazia Wołkońskiego. Pobliski majątek w Mańkiewiczach (teraz w granicach miasta) należał do Radziwiłłów od XVI w. do 1939.
Miasto położone było w końcu XVIII wieku w powiecie pińskim województwa brzeskolitewskiego.
Do przełomu XIX i XX w. był tu folwark ordynacji dawidgródeckiej. Żona Antoniego Radziwiłła Maria Dorota w 1885 założyła 50–hektarowy park krajobrazowy w lesie na skarpie doliny rzeki Horyń, a w 1905 wybudowano wspaniale wyposażony neobarokowy pałac z wieżą. Spalony w czasie II wojny światowej, rozebrany, nie pozostał po nim ślad. Syn Antoniego Stanisław Radziwiłł był adiutantem J. Piłsudskiego – zginął w 1920.
Podczas okupacji hitlerowskiej, 23 maja 1942 roku Niemcy utworzyli getto dla żydowskich mieszkańców. Przebywało w nim około 7000 osób. 11 września 1942 roku Niemcy zlikwidowali getto, a Żydów zamordowali w getcie i pobliskim lesie. Sprawcami zbrodni był SS-Polizei-Reiter-Abteilung II i ukraińska policja. 

## Zabytki
- Synagoga w Stolinie – barokowo-klasycystyczna z 1792, obecnie opuszczona i zdewastowana,
- Miejski park kultury i wypoczynku,
- Park kultury i wypoczynku w Mańkiewiczach to dawny majątek Radziwiłłów, obecnie pałacowy park krajobrazowy o pow. 28 ha z systemem alei i polan. Z zachowanymi filarami dawnej bramy, domku odźwiernego i zabudowaniami gospodarczymi, w których mieści się muzeum krajoznawcze (od 2005) i szkoła muzyczna,
- Cerkiew prawosławna pw. Wniebowstąpienia Pańskiego z 1938, parafialna.

## Współpraca

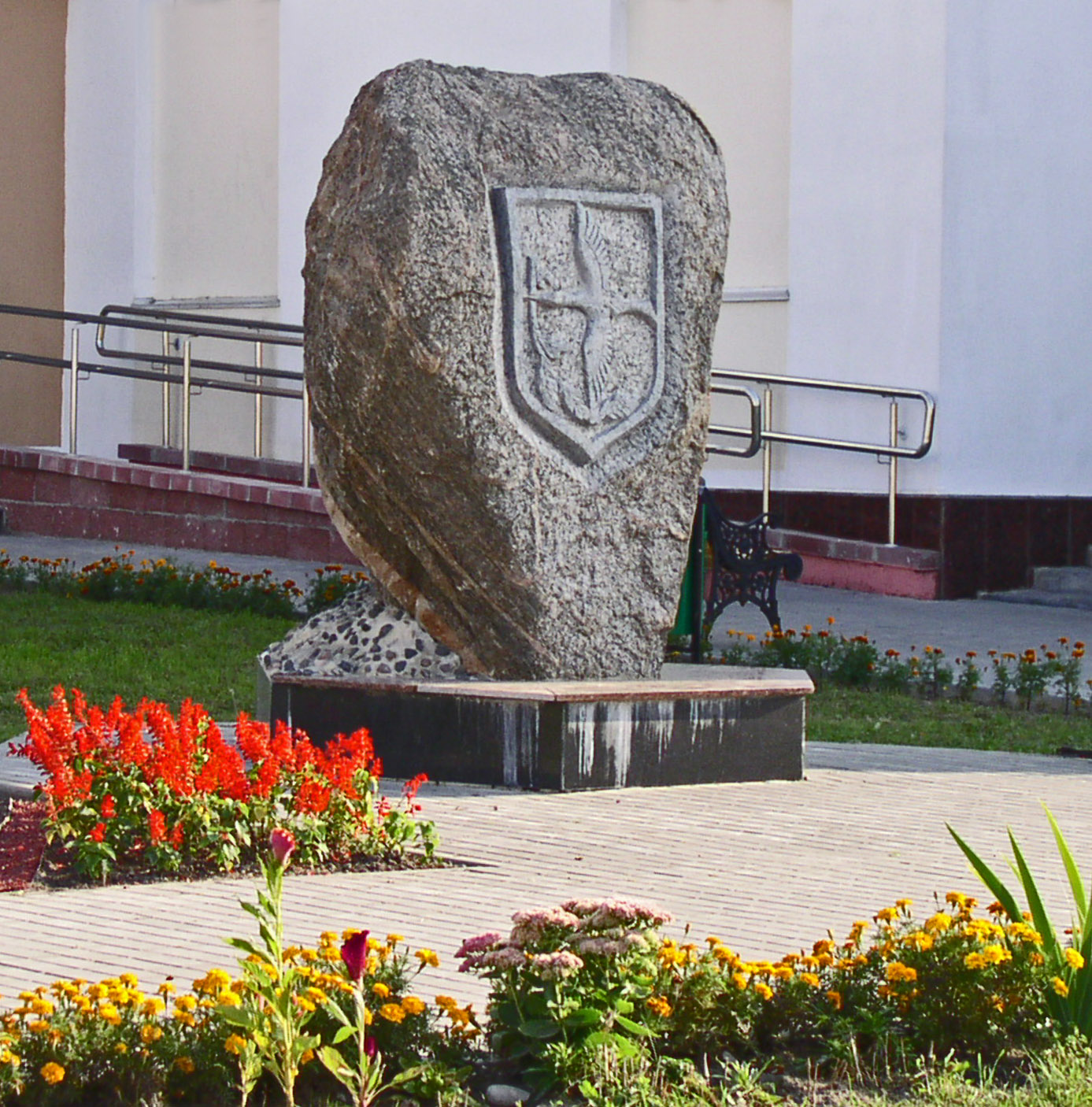
Pomnik w śródmieściu z herbem Stolina i rokiem 1555 pierwszej wzmianki w kronikach

- Homberg, Niemcy

## Urodzeni w Stolinie
- Tadeusz Kern-Jędrychowski – oficer Armii Krajowej
- Bohdan Sienkiewicz – polski dziennikarz i marynista